# Varvara
Varvara, pseudonimo di Elena Vladimirovna Susova (in russo Варвара?; Balašicha, 30 giugno 1973), è una cantante russa.
Originaria di Balašicha, presso di Mosca, Varvara ha iniziato la sua carriera nel campo dei musical teatrali, studiando all'Accademia Gnesin di Odessa, in Ucraina, sotto la direzione di Matvej Ošerovskij. Si è diplomata all'Accademia Russa di Arti Teatrali GITIS come cantante, prendendo parte a lavori teatrali diretti da Lev Leščenko.
Nel 2000 ottiene un contratto con la casa discografica NOX Music, e nel 2001 realizza il suo album di debutto, Varvara, nel quale la maggior parte delle canzoni erano scritte da autori sino ad allora praticamente sconosciuti in Russia; sconosciuti erano anche i musicisti che l'accompagnavano.
Le influenze nella musica di Varvara spaziavano dalla tradizione russa a quella araba, e per questo le emittenti radio erano spesso riluttanti a trasmettere le sue canzoni; ma nonostante questo, pezzi come Varvara, Babočka e Leti na svet ebbero successo.
Nell'estate del 2002, il discografico svedese Norm Björn propone a Varvara di registrare una canzone con l'Orchestra Sinfonica Svedese: il risultato fu il brano Èto pozadi, compreso nel secondo album Bliže, uscito nel febbraio 2003. Le restanti canzoni dell'album furono registrate nello studio dei Brat'ja Grimm (Grimm Brothers) a Mosca e pubblicate dalla casa ARS-Records; fra queste, ricordiamo Dve storony luny, con influenze celtiche, e Od-na.
Un terzo album, Grëzy, è stato realizzato nel 2005, con notevole successo in Russia. Nello stesso anno, Varvara ha preso parte alle selezioni nazionali russe per la partecipazione all'Eurovision Song Contest, arrivando quarta con la canzone Letala da pela.
Nel 2006 ha registrato Dva puti (Dva šljakhy), un duetto bilingue con la nota cantante ucraina Ruslana.

## Discografia

### Singoli
- Летала да пела
- Таял снег
- Грёзы любви
- Ближе (Club mix/Iron Beat)

### Album
- ВАРВАРА (2001)

1. Варвара
2. Бабочка
3. Лети на свет
4. На грани
5. Два сердца
6. Лёд и вода
7. Стеклянная любовь
8. Прогони
9. Ангел плохих вестей
10. Не мешай
11. Лети на свет (Grimm RMX/Grimm Brothers)
12. Бабочка (Club mix/Grimm Brothers)

- БЛИЖЕ (2003)

1. Ближе
2. Сердце не плачь
3. Од-на
4. Некуда бежать
5. Это позади
6. Бездомные дети
7. Можно-нельзя
8. Две стороны луны
9. Я живая
10. Всё пройдёт
11. Музыка рождества
12. Сердце не плачь (Club mix/Iron Beat)
13. Од-на (Club mix)

- ГРЁЗЫ (2005)

1. Летала да пела
2. Грёзы
3. Ангел мой
4. Таял снег
5. Отпусти меня река
6. Варвара
7. Мосты в рай
8. На краю
9. Я знаю
10. Зима
11. Ветер и звезда
12. Бонус трек Ave Maria